# Pontruet
Pontruet ist eine französische Gemeinde mit 352 Einwohnern (Stand 1. Januar 2022) im Département Aisne in der Region Hauts-de-France (vor 2016 Picardie). Sie gehört zum Arrondissement Saint-Quentin, zum Kanton Saint-Quentin-1 und zum Gemeindeverband Pays du Vermandois.

## Lage
Die Gemeinde Pontruet liegt am oberen Omignon, acht Kilometer nordnordwestlich von Saint-Quentin. Nachbargemeinden von Pontruet sind Pontru im Westen und Norden, Bellicourt im Nordosten, Bellenglise im Osten Lehaucourt im Südosten sowie Gricourt im Süden. Im Nordosten von Pontruet verläuft die Autoroute A26. Nahe der Autobahn stehen vier Windkraftanlagen als Teil eines interkommunalen Windparks.

## Geschichte
Wie viele andere Dörfer in der Umgebung wurde auch Pontruet im Ersten Weltkrieg völlig zerstört.
Am 28. August 1914 erreichten deutsche Truppen den Ort. Die Front befand sich zu diesem Zeitpunkt etwa 20 Kilometer westlich von Péronne. Die Deutschen beschlagnahmten die Häuser im Dorf zwecks Unterbringung der eigenen Truppen. Die Bewohner hatten nur Anspruch auf ein einziges Zimmer. Anordnungen der Kommandantur verpflichteten die Bevölkerung unter Androhung von Sanktionen, zu einem festen Termin Weizen, Eier, Milch, Fleisch und Gemüse zur Verpflegung der Frontsoldaten bereitzustellen.
Im Februar 1917 wurden die Bewohner von Pontruet in Viehwaggons mit der Eisenbahn nach Saint-Quentin und in besetzte Gebiete in Belgien evakuiert. Das Dorf blieb zunächst von den Deutschen besetzt. Erst am 18. September 1918 wurde Pontruet endgültig von der 24. britischen Division erobert.

### Bevölkerungsentwicklung
Von 390 Einwohnern vor dem Krieg kehrten bis 1921 nur 188 nach Pontruet zurück.
| Jahr                       | 1962 | 1968 | 1975 | 1982 | 1990 | 1999 | 2006 | 2016 | 2022 |
| Einwohner                  | 173  | 157  | 210  | 274  | 287  | 324  | 336  | 338  | 352  |
| Quellen: Cassini und INSEE |      |      |      |      |      |      |      |      |      |

## Sehenswürdigkeiten

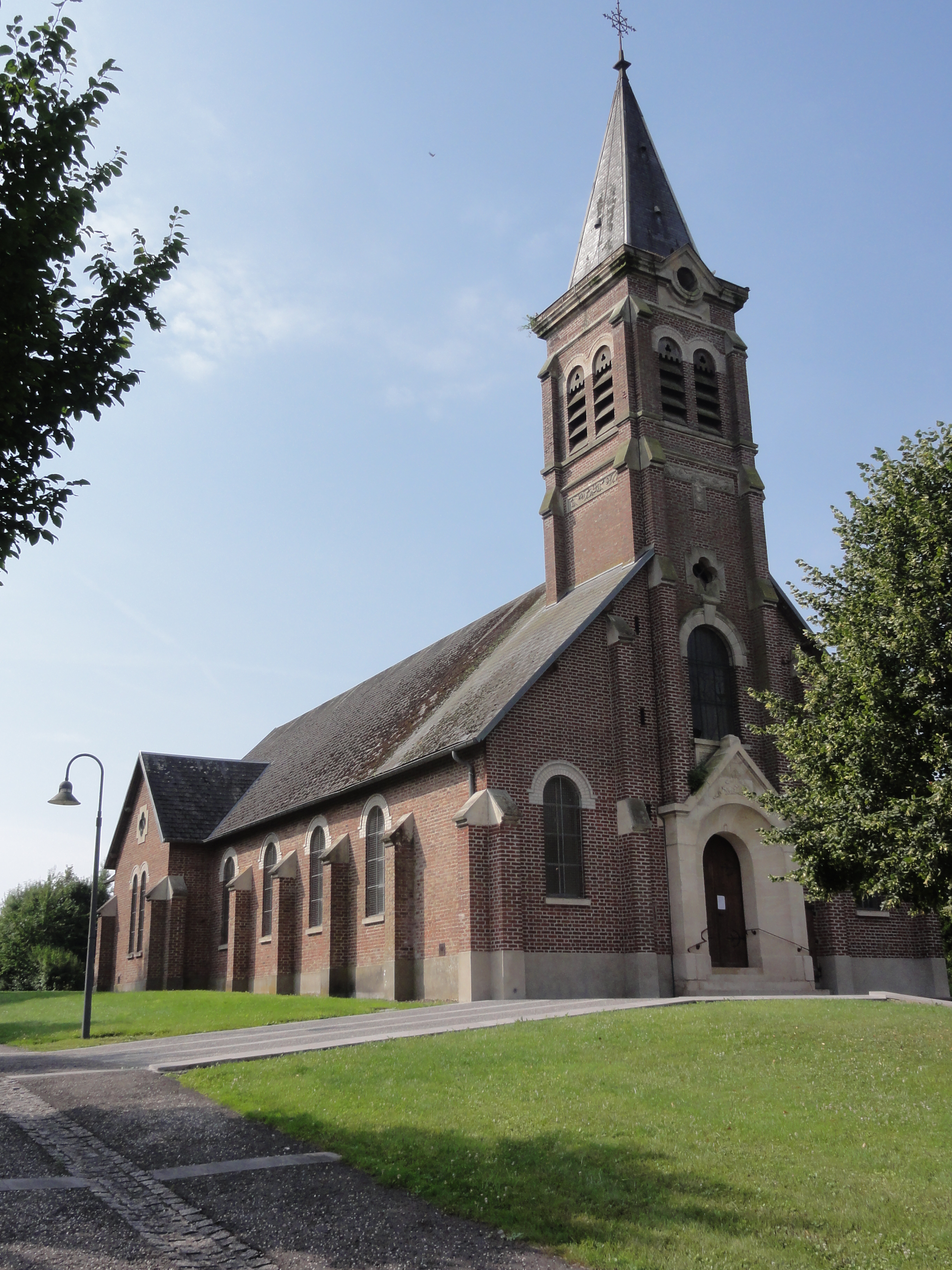
Kirche Saint-Martin
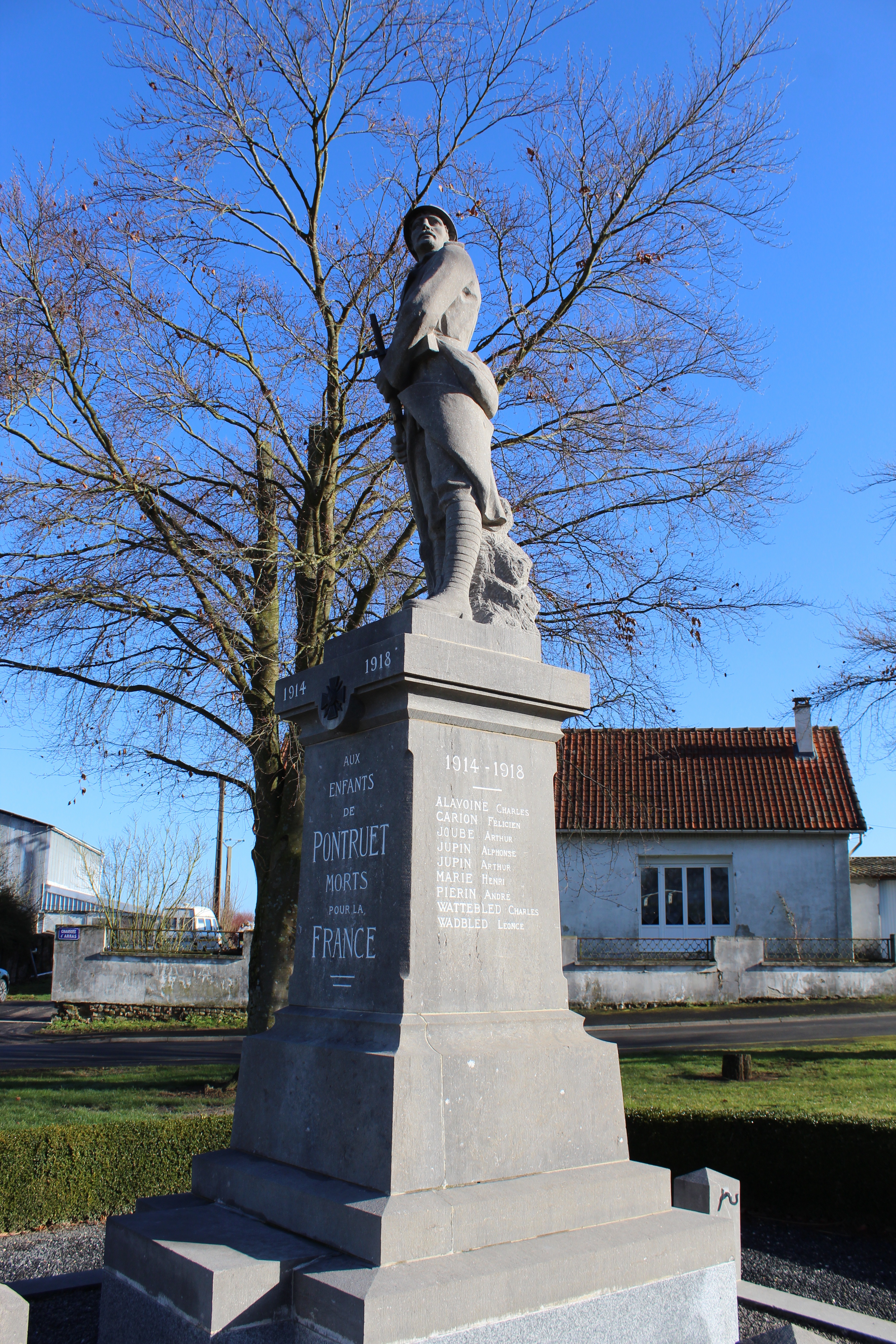
Gefallenendenkmal

- Kirche Saint-Martin
- Gefallenendenkmal